# El Cerezo en Flor

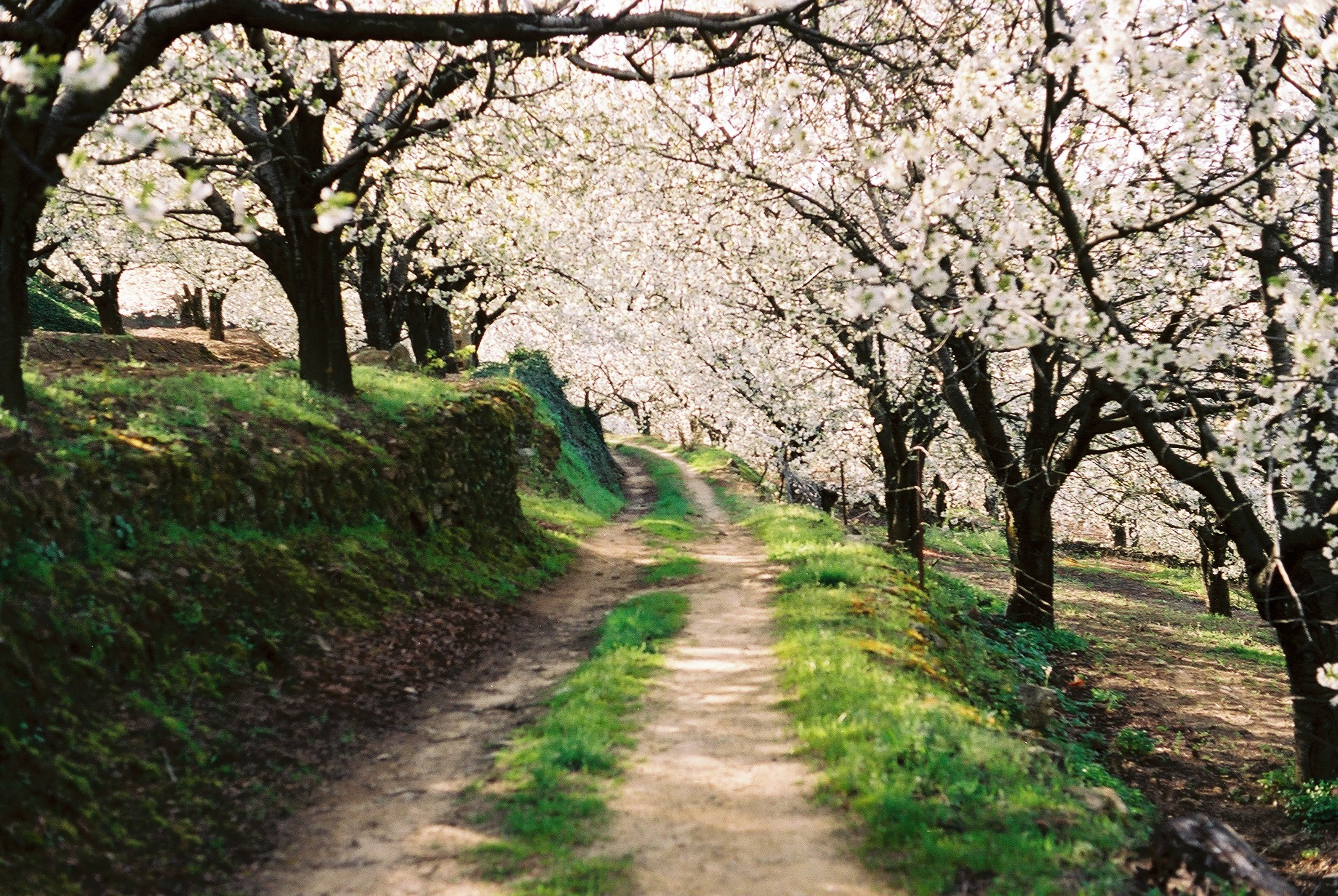
Camino entre el bosque de cerezos en flor

El Cerezo en Flor es una festividad que se realiza anualmente en primavera en la mancomunidad española del valle del Jerte, al norte de Extremadura.

## Descripción
Todos los años, en la segunda quincena de marzo se celebra la fiesta del Cerezo en Flor en el Valle del Jerte, al noroeste de la provincia de Cáceres. Millón y medio de árboles se encienden al unísono para vestirse de blanco durante quince días. Todo un valle iluminado con este brillante color. Cada año a un pueblo distinto, Barrado, Cabezuela del Valle, Cabrero, Casas del Castañar, Jerte, Navaconcejo, Piornal, Rebollar, Tornavacas, El Torno, Valdastillas, le toca organizar el festival visual que anualmente nos brinda la naturaleza.
La espectacularidad ha traspasado las fronteras regionales, atrayendo numerosos visitantes lo que le ha valido ser declarada Fiesta de Interés Turístico Nacional.
El programa festivo siempre gira en torno a la naturaleza, los pueblos pintorescos de este valle y su cultura rural.
En Cabezuela del Valle se localiza el Museo de la Cereza ubicado en una casa típica verata, rehabilitada pero respetando su forma tradicional. De esta manera en un espacio tradicional se muestra la historia del cultivo de la cereza a través de recursos interactivos y recreaciones, además que ofrece información de la Fiesta de El Cerezo en Flor. Este museo pertenece a la red de Museos de Identidad de Extremadura.